# Radevac
Radevce (cyr. Радевце) – wieś w Serbii, w okręgu niszawskim, w gminie Aleksinac. W 2011 roku liczyła 444 mieszkańców.